# Jaroslav Poláček
Jaroslav Poláček (Plzeň, 5 aprile 1905 – Plzeň, 5 gennaio 1927) è stato un calciatore cecoslovacco, di ruolo attaccante.

## Palmarès

### Club

#### Competizioni nazionali
- Campionato cecoslovacco: 1

Sparta Praga: 1925-1926